# Brock Peters
Brock Peters (* 2. Juli 1927 als George Brock Fisher in New York; † 23. August 2005 in Los Angeles) war ein US-amerikanischer Schauspieler und Sänger.

## Leben
Als Sohn afroamerikanischer und karibischer Eltern, Sonny und Alma A. Fisher, geboren, trat er schon im Alter von zehn Jahren öffentlich auf. Bereits als 15-Jähriger stand Peters in dem Musical Porgy and Bess am Broadway auf der Bühne. Selbst als Absolvent der Music and Arts High School musste Peters zunächst abseitige Jobs (als Parkwächter, YMCA-Betreuer, als Putzkraft in einem Krankenhaus und als Hafenarbeiter) annehmen, anstatt durch bessere Engagements die Grenzen von Harlem hinter sich lassen zu können.
Ein erster Schritt zu seiner eigentlichen beruflichen Bestimmung war die Besetzung in dem bereits erwähnten Musical 1949, in dem er auch die Titelrolle spielte, sowie in South Pacific. Sein Filmdebüt hatte er in der Verfilmung des Musicals Carmen Jones (1954), doch gelang ihm erst mit seiner Rolle in Wer die Nachtigall stört (To Kill a Mockingbird) (1962) der Wechsel ins Charakterfach, wo er an der Seite von Gregory Peck den zu Unrecht einer Vergewaltigung angeklagten Tom Robinson spielte. 1964 stand er für den Regisseur Sidney Lumet in dem Filmdrama Der Pfandleiher (The Pawnbroker) an der Seite von Rod Steiger vor der Kamera.
Neben seinen gesanglichen Darbietungen in Musicals hat er sich als Background-Stimme bei den Musiktiteln Banana Boat (Day-O) und Mama Look a Booboo seines Freundes Harry Belafonte verewigt. Seine bedeutendsten Rollen absolvierte Peters in den 1950er und 1960er Jahren. In der Musicalverfilmung Porgy und Bess (1959) spielte und sang Peters derart beeindruckend die Rolle des gewalttätigen Crown, sodass Sidney Poitier einen ebenbürtigen Gegenpart erhielt, auch wenn Poitiers Gesangsstimme von Robert McFerrin gedoubelt wurde.
In den späteren Jahren seiner Karriere konnte Brock Peters nicht mehr an seine einstigen Erfolge anknüpfen, da es nur selten gute Rollen für Schwarze gab und er hier auch in Konkurrenz zu Poitier und Belafonte stand, für die es in ihren späteren Jahren genauso schwer war, an gute Rollen zu kommen. 1980 war Peters als Darth Vader in der Hörspielversion von Star Wars zu hören. Anfang der 1990er Jahre spielte Peters in einigen B-Movies und Katastrophenfilmen. Eine seiner letzten Rollen hatte er als Stimme von General Mi’Qogh in dem Computerspiel „Star Trek: Starfleet Command III“ sowie in Star Trek: Deep Space Nine als Vater von Cpt. Benjamin Sisko. Zuvor war Peters in zwei Star-Trek-Kinofilmen als Admiral Cartwright zu sehen gewesen. Peters war jedoch aufgrund seiner markanten Stimme als Sprecher in Animations- und Zeichentrickfilmen stets begehrt und trat auch als Theaterproduzent in Erscheinung.
Peters wurde unter anderem mit zwei „Lifetime Achievement Awards“ ausgezeichnet, 1976 von der National Film Society und 1990 von der Screen Actors Guild. Für seine Darstellung in „Lost in the Stars“ am Broadway erhielt Peters eine Nominierung für einen Tony Award. Am 16. Juni 2003 hielt er für seinen ehemaligen Co-Darsteller und Freund Gregory Peck die Totenrede und trat aus diesem Anlass das letzte Mal an die breite Öffentlichkeit.
Mit seiner Frau DiDi (eigentlich Dolores Mae Daniels, 1929–1989), einer Fernsehproduzentin, mit der er von 1961 bis zu deren Tod verheiratet war, hatte er eine 1962 geborene Tochter. Zuletzt lebte er lange Jahre unverheiratet mit Marilyn Darby zusammen.
Peters starb am 23. August 2005 im Alter von 78 Jahren an den Folgen einer Erkrankung an Bauchspeicheldrüsenkrebs in seinem Zuhause in Los Angeles. Er ist neben seiner Ehefrau auf dem Friedhof Forest Lawn Memorial Park in den Hollywood Hills beerdigt.

## Filmografie (Auswahl)

### Kino
- 1954: Carmen Jones
- 1959: Porgy und Bess (Porgy and Bess)
- 1962: Das indiskrete Zimmer (The L-Shaped Room)
- 1962: Wer die Nachtigall stört (To Kill a Mockingbird)
- 1964: Der Pfandleiher (The Pawnbroker)
- 1965: Sierra Charriba (Major Dundee)
- 1967: Der Gnadenlose (P.J.)
- 1968: Die Tollkühnen (Daring Game)
- 1968: Vier für ein Ave Maria (I quattro dell’Ave Maria)
- 1973: … Jahr 2022 … die überleben wollen (Soylent Green)
- 1973: Der Sohn des Mandingo (Slaughter’s Big Rip-Off)
- 1974: Lost in the Stars
- 1975: Ein Mann nimmt Rache (Framed)
- 1976: Zwei Minuten Warnung (Two-Minute Warning)
- 1978: Abe Lincoln: Freedom Fighter
- 1983: Agatha Christie: Das Mörderfoto (A Caribbean Mystery)
- 1986: Star Trek IV: Zurück in die Gegenwart (Star Trek IV: The Voyage Home)
- 1991: Alligator II – Die Mutation (Alligator II - The Mutation)
- 1991: Star Trek VI: Das unentdeckte Land (Star Trek VI: The Undiscovered Country)
- 1992: The Importance of Being Earnest
- 1996: Das Attentat (Ghosts of Mississippi)
- 2002: Abenteuer der Familie Stachelbeere (The Wild Thornberrys Movie, Stimme von Jomo)
- 2006: Borg War (Stimme von General Mi'Qoch)

### Fernsehen
- 1963: Das große Abenteuer (The Great Adventure, Folge 1x06)
- 1964: Daniel Boone (Folge 1x10)
- 1965: Tausend Meilen Staub (Rawhide, Folge 7x28)
- 1966: The Trials of O’Brien (Fernsehserie, Folge 1x22)
- 1967: Kobra, übernehmen Sie (Mission: Impossible, Folge 2x08)
- 1967: Tarzan (Folge 2x08)
- 1968: Ihr Auftritt, Al Mundy (It Takes a Thief, Folge 2x12)
- 1969, 1973: Rauchende Colts (Gunsmoke, 2 Folgen)
- 1970: Mannix (Folge 4x03 Blackout eines Boxers)
- 1970: Die Leute von der Shiloh Ranch (The Virginian, Folge 9x07)
- 1971: The Bold Ones: The New Doctors (Folge 3x06)
- 1971: Twen-Police (The Mod Squad, Folge 4x13)
- 1971: Night Gallery (Folge 2x14)
- 1972: Willkommen daheim, Johnny Bristol (Welcome Home, Johnny Bristol, Fernsehfilm)
- 1974: Die Straßen von San Francisco (The Streets of San Francisco, Folge 3x07)
- 1974: Ein Sheriff in New York (McCloud, Fernsehserie, Folge 5x05)
- 1975: Baretta (2 Folgen)
- 1977: Seventh Avenue – Straße der Mode (Seventh Avenue, Miniserie, 2 Folgen)
- 1977: Todesflug (SST: Death Flight, Fernsehfilm)
- 1978: Black Beauty (Miniserie)
- 1978: Die Sieben-Millionen-Dollar-Frau (The Bionic Woman, Folge 3x18 Die Entführung)
- 1978: Quincy (Quincy, M.E., Folge 4x04)
- 1979: Kampfstern Galactica (Battlestar Galactica, Folge 1x16 Unter Mordverdacht)
- 1979: Roots – Die nächsten Generationen (Roots: The Next Generations, Miniserie)
- 1983–1984: Schatten der Leidenschaft (The Young and the Restless, 8 Folgen)
- 1984–1985: Die Gobots (Challenge of the GoBots, 8 Folgen, Stimme)
- 1985: Magnum (Magnum, P.I., Folge 6x02 Die schwimmende Bombe)
- 1986: Mord ist ihr Hobby (Murder, She Wrote, Folge 2x13 Mord nach Maß)
- 1987: Cagney & Lacey (Folge 6x14)
- 1990: Das große Erdbeben in L.A. (The Great Los Angeles Earthquake, Fernsehfilm)
- 1991–1993: Piraten unter dem Doppelmond (The Pirates of Dark Water, 20 Folgen, Stimme)
- 1992: Eiskalter Herzensbrecher (Highway Heartbreaker, Fernsehfilm)
- 1992: Großvaters Geständnis (The Secret, Fernsehfilm)
- 1992–1994: Batman (Batman: The Animated Series, 8 Folgen, Stimme von Lucius Fox)
- 1995: Verführerische Rache (An Element of Truth, Fernsehfilm)
- 1996–1998: Star Trek: Deep Space Nine (6 Folgen)
- 1997: Pretender (The Pretender, Folge 1x12)
- 2001: Disneys Tarzan (The Legend of Tarzan, 2 Folgen, Stimme von Usula)
- 2002: Man nannte sie George (10,000 Black Men Named George, Fernsehfilm)
- 2005: JAG – Im Auftrag der Ehre (JAG, Folge 10x15 Der schlimmste Feind)